# Ducado de Varsovia (Edad Media)
El Ducado de Varsovia era un ducado de distrito feudal en Mazovia, centrado en la Tierra de Varsovia. Su capital fue Varsovia.
El estado se estableció en 1310, en la partición del Ducado de Mazovia, con el duque Siemowit II de Masovia convirtiéndose en su primer líder.  Existió hasta el 5 de noviembre de 1370, cuando, bajo el gobierno del duque Siemowit III, los ducados de Czersk, Rawa y Varsovia se unificaron en el Ducado de Mazovia.  Se restableció nuevamente en junio de 1381, en la partición del Ducado de Masovia, con el duque Janusz I de Varsovia como su primer líder. Existió hasta 1488, cuando se incorporó al Ducado de Czersk.
De 1310 a 1320, fue un feudo dentro del Reino de Polonia, y de 1320 a 1385, un feudo del Reino Unido de Polonia, y de 1386 a 1488, un feudo de la Corona del Reino de Polonia .

## Lista de gobernantes

### Primer estado
- Siemowit II de Mazovia (1310-1313)
- Troyden I (1313-1341)
- Siemowit III y Casimiro I de Varsovia (1341-1349)
- Casimiro I de Varsovia (1349-1355)
- Siemowit III (1355-1370)

### Segundo estado
- Janusz I de Varsovia (1381-1429)
- Bolesław IV de Varsovia (1429-1454) ( Anna Fiodorówna  [ pl ] como regente de 1429 a 1436)
- Casimiro III de Płock , Konrad III Rudy y Bolesław V de Varsovia (1454) ( Barbara Aleksandrówna y Paweł Giżycki  [ pl ] como regentes)
- Casimiro III de Płock , Konrad III Rudy , Bolesław V de Varsovia y Janusz II de Płock (1455-1471) ( Barbara Aleksandrówna y Paweł Giżycki como regentes de 1455 a 1462)
- Boleslao V de Varsovia (1471-1481)